# Carattere (tipografia)

Carattere tipografico e sue parti:
a. occhio
b. spessore
c. corpo
1. spalla
2. tacca
3. incavo
4. piede.

In tipografia il carattere è un blocchetto in forma di parallelepipedo costituito da una lega di piombo, antimonio e stagno (lega tipografica), che reca in testa la rappresentazione in rilievo e a rovescio di una lettera, un numero o di un qualsiasi altro segno grafico (punteggiatura, ecc.).
Opportunamente ordinata e composta, una serie di caratteri forma la matrice di un testo per la stampa.
Ciascun carattere, dopo la stampa, può essere riutilizzato in una differente composizione; per questo la metodologia di stampa è detta a caratteri mobili.
La metodologia alternativa di stampa tipografica è costituita dalla fusione del testo su una linea metallica, tipicamente tramite una macchina di composizione linotype, che successivamente alla stampa non può essere riutilizzata; dunque i caratteri sono “fissi”.
La fusione dei caratteri avviene in un'officina opportunamente attrezzata, detta getteria.

## Le parti del carattere
- L'occhio: è il rilievo o segno grafico inciso a rovescio sulla faccia superiore di ogni carattere.
- L'altezza: è la distanza che corre tra il piede e l'occhio del carattere. È l'unica dimensione rigorosamente uguale per tutte le lettere di una tipografia.
- La forza di corpo: è la distanza tra la parte anteriore e quella posteriore della lettera; è sempre determinata in punti ed è uguale in tutte le lettere di uno stesso corpo.
- La spalla: è la parte superiore del carattere non occupata dall'occhio della lettera; alcuni caratteri ne sono privi. C'è una spalla inferiore e una spalla anteriore.
- La tacca: è l'incavatura segnata su una facciata della lettera.
- L'incavo o canale: è l'incavatura che alleggerisce il piede dei corpi.
- Il piede: è la parte inferiore, la base della lettera[1].

## La fusione o “getto”

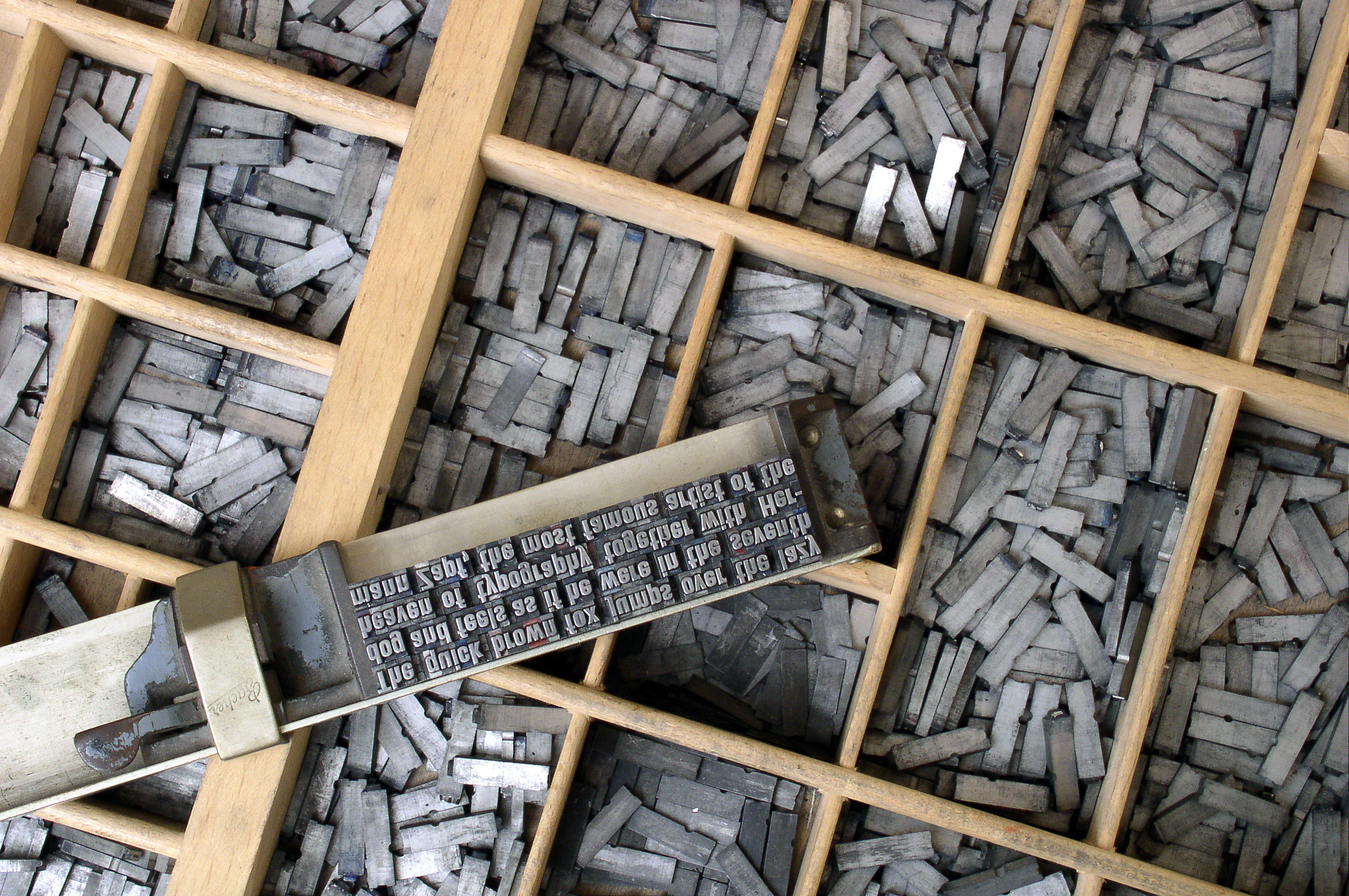
Caratteri tipografici in metallo

Il materiale costituente i caratteri è la lega tipografica, lega di piombo, antimonio e stagno, realizzata nell'apposito forno in pani adatti allo stoccaggio.
La lega in pani è nuovamente fusa nel fornello dei fonditori, in terracotta. A fianco del fornello sono disposti dei tavoli ricoperti da una lastra metallica, che serve a raccogliere le gocce di lega fuoriuscite dagli attrezzi durante la lavorazione, detta “getto” dei caratteri.
Il fonditore regge con la mano sinistra la forma, fissa alla forma la matrice del carattere da realizzare con l'archetto e chiude e comprime le due parti della forma.
Cosparso il fondo del boccame con un po' di ocra sciolta in acqua fredda, per agevolare lo scorrimento della lega fusa, il fonditore con la mano destra impugna un cucchiaio munito di beccuccio, preleva la lega fusa dal fornello e la versa nella forma, che è immediatamente accompagnata verso l'alto con un ampio movimento del braccio per favorire l'adesione della lega, ancora liquida, al fondo della forma e dunque alla matrice.
Al termine dell'operazione la lega è già solidificata, dunque si apre la forma e si stacca il carattere grezzo.
L'operazione è da ripetere finché non sono stati gettati, dalle diverse matrici di tutte le lettere e i segni, tutti i caratteri di uno stesso “corpo”, ovvero della stessa dimensione, necessari a comporre il testo da stampare.
Tale insieme di caratteri dello stesso corpo è detto “getto di caratteri” ed era preliminarmente definito nelle cosiddette polizze, tabelle stampate in cui sono mostrati tutte le lettere e i segni di un medesimo corpo, a fianco di ciascuno dei quali è inserito il numero di caratteri da gettare.

## La rifinitura

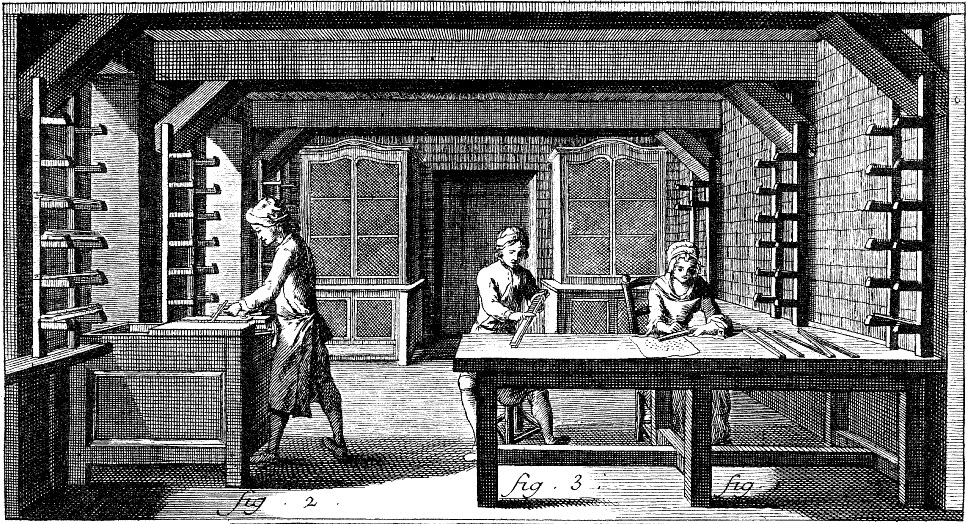
La rifinitura dei caratteri mobili - da Encyclopédie, 1763

I caratteri grezzi presentano sulla testa il medesimo aspetto dei punzoni originali da cui sono stati ottenuti, sulla faccia opposta è presente un residuo di fusione di forma piramidale detto “materozza”, che è costituito dalla parte di lega tipografica rimasta nel boccame della forma durante il getto.
Su una delle facce laterali è presente una tacca.
Con le mani si stacca la materozza dal fusto del carattere e si asportano con una lima tutti i residui di fusione con un'apposita mola di pietra.
I caratteri dello stesso segno, con l'aiuto di un coltello, sono poi affiancati l'uno all'altro sul compositoio, in ragione di venti o più, per controllarne la dimensione trasversale: qualsiasi minuscolo errore sul singolo carattere è così moltiplicato e reso facilmente misurabile.
Se la verifica è negativa, i caratteri sono fusi nel fornello e devono essere nuovamente gettati.

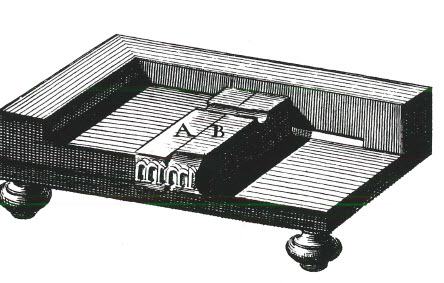
Giustificatore per il controllo dei caratteri

Se la verifica è positiva, i caratteri sono allineati nel tagliatoio o giustificatore, detto anche ”torcoletto”, col piede in alto.
Il torcoletto è costituito da un piano di lavoro in legno a cui è collegato un parallelepipedo in legno, fisso, che svolge la funzione di contrasto all'altro parallelepipedo in legno che scorre sopra al piano.
I caratteri sono inseriti tra la parte mobile e il contrasto, che vengono serrate l'uno contro l'altra mediante una manovella che aziona una vite senza fine, da qui la nomenclatura torcoletto.
I caratteri serrati in file compatte nel giustificatore si presentano allineati e col piede sporgente dall'attrezzo.
Facendo scorrere un'apposita pialla sul torcoletto, parallelamente all'allineamento dei caratteri, si taglia il piede per far sì che i caratteri abbiano tutti la medesima altezza e vi si forma una carenatura, detta “canale” o "incavo".
Infine le spalle sono nuovamente pareggiate e pulite.

## L'utilizzo
I caratteri sono tenuti in un'apposita cassetta, divisi per lettera, da cui il compositore attinge per creare sul compositoio ciascuna riga del testo da stampare.
Le righe di una medesima pagina sono inserite ed opportunamente serrate in un telaio rettangolare.
La composizione finita della pagina prende il nome di forma e viene posta sul torchio, inchiostrata ed utilizzata per la stampa a caratteri mobili.